# Achim Wolff
Achim Wolff (* 13. Oktober 1938 in Berlin) ist ein deutscher Schauspieler und Theaterregisseur. Neben seiner Mitwirkung in etlichen Theaterinszenierungen spielte er seit Anfang der 1960er Jahre in über 80 Film- und Fernsehproduktionen. Am Theater war er seit 1997 über 800 Mal als Philipp Klapproth in Pension Schöller im Theater am Kurfürstendamm zu sehen. In Film und Fernsehen wurde er vor allem als Rudi Reschke in der ZDF-Sitcom Salto Postale und als Weihnachtsmann in den Filmen und Serien der KIKA-Serie Beutolomäus bekannt.

## Leben

### Ausbildung und Privates
Achim Wolff legte sein Abitur in Magdeburg ab und wurde Student an der Hochschule für Film und Fernsehen Potsdam. 1980 heiratete er seine Schauspielkollegin Rita Feldmeier (* 1954). Aus dieser Verbindung entstammen zwei Kinder. Das Paar lebt seit 1985 in Stahnsdorf.

### Theater
Am Berliner Friedrichstadtpalast spielte Wolff in Bühneninszenierungen wie Warten auf Godot und Woyzeck. Weitere Theaterengagements führten ihn ans theater 89, ans Renaissance-Theater, ans Theater am Kurfürstendamm, an die Komödie Winterhuder Fährhaus Hamburg, an die Comödie Dresden und ans Hans-Otto-Theater Potsdam.
Am Brandenburger Theater arbeitete er erstmals als Theaterregisseur, indem er Zwei Schüsse Dienstagnacht von Ernest Dudley und Arthur Watkyn inszenierte. Ebenso inszenierte er am Hans Otto Theater die Bühnenstücke Lola Blau von Georg Kreisler, Marlene von Pam Gams und eine Hommage an Hildegard Knef, Ich bin den weiten Weg gegangen.
Seit 1997 spielt Wolff über 800 Mal den Philipp Klapproth in Pension Schöller an der Seite von Elisabeth Wiedemann, Winfried Glatzeder, Herbert Köfer und Friedrich Schoenfelder im Theater am Kurfürstendamm. 2011 war er am gleichen Theater neben Florian Martens in der Rolle des Darry Berrill in einer Inszenierung von Seán O’Caseys Das Ende vom Anfang unter der Regie von Carl-Hermann Risse zu sehen. Von 2016 bis 2018 spielte er in dem Theaterstück Honig im Kopf (nach dem gleichnamigen Film von Til Schweiger) unter Regie von René Heinersdorff die Hauptrolle des Amandus am Schloßparktheater Berlin.

### Film und Fernsehen
Wolff gab 1960 an der Seite von Helga Raumer sein Fernsehdebüt unter der Regie von Wolfgang Luderer in dem Fernsehfilm Toter Winkel. 1961 folgte in einer Nebenrolle als Diener in der DEFA-Filmkomödie Die Liebe und der Co-Pilot sein Debüt auf der Kinoleinwand. Nach weiteren Nebenrollen in Kinofilmen wie in Der Fall Gleiwitz (ebenfalls 1961), Einfach Blumen aufs Dach (1979) hatte er tragende Rollen in Iris Gusners Filmkomödie Kaskade rückwärts (1984) und in Michael Kanns Die Entfernung zwischen dir und mir und ihr (1988). Herrmann Zschoche besetzte ihn 1987 als Klaus Lohmann in seiner Romanverfilmung Die Alleinseglerin nach Christine Wolter und als Vater des von Marc Lubosch dargestellten Protagonisten Robert in seinem Liebesdrama Grüne Hochzeit (1989). Er hatte auch Aufgaben im Serienbereich. In der siebenteiligen DFF-Serie Fridolin gehörte er 1987 neben Regina Beyer und Renate Geißler als Lothar Menzel zur Stammbesetzung. 1988 spielte er an der Seite von Alfred Struwe und Helga Piur in drei Folgen der erfolgreichen DDR-Arztserie Zahn um Zahn die Nebenrolle des Achim Pohl und gastierte in der Fernsehspiel-Reihe Der Staatsanwalt hat das Wort.
Im wiedervereinigten Deutschland konnte Wolff nahtlos an seine Laufbahn in der DDR anknüpfen. Bekannt wurde er dem gesamtdeutschen Publikum an der Seite von Wolfgang Stumph in der ZDF-Sitcom Salto Postale (1993 bis 1996) als Rudi Reschke. Auch in Salto Kommunale (1998 bis 2001) und Salto Speziale (2006) übernahm er eben diese Rolle. Mit Harald Juhnke war er 1995 als Kommissar Maiwald in dem Fernsehfilm Ach, du fröhliche zu sehen, im Fernsehkrimi Röpers letzter Fall stand er 1996 gemeinsam mit Günter Pfitzmann vor der Kamera.
Er übernahm neben seinen Aufgaben in Kino- und Fernsehfilmen wiederholt Gastauftritte in Fernsehserien und -reihen, u. a. in Unser Lehrer Doktor Specht, Liebling Kreuzberg, A.S. – Gefahr ist sein Geschäft, Mona M. – Mit den Waffen einer Frau, Alarm für Cobra 11 – Die Autobahnpolizei, Polizeiruf 110, In aller Freundschaft, Akte Ex und Ella Schön. Auch in zahlreichen Kinder- und Jugendproduktionen wirkte Wolff mit. Rolf Losansky, der im September 2016 in Potsdam verstarb, besetzte ihn 1999 in seinem Märchenfilm Hans im Glück in der Rolle des Scherenschleifers, der seinen besten Stein mit einer Gans des Protagonisten Hans eintauscht. Von 2005 bis 2012 übernahm er in den Filmen und Serien der KiKA-Serie Beutolomäus die Rolle des Weihnachtsmanns.
Achim Wolff betätigt sich auch als Hörspielsprecher. Ende der 1980er Jahre war er an Hörspielproduktionen für den Rundfunk der DDR beteiligt.

## Theater

### Als Schauspieler
- seit 1997: Pension Schöller (Philipp Klapproth) – Regie: Jürgen Wölffer (Theater am Kurfürstendamm, Berlin)
- 2011: Seán O’Casey: Das Ende vom Anfang (Darry Berrill) – Regie: Carl-Hermann Risse (Theater am Kurfürstendamm, Berlin)
- 2016–2018: Til Schweiger: Honig im Kopf (Amandus) – Regie: René Heinersdorff (Schlosspark Theater Berlin)
- 2019; 2021: Was ihr wollt (Narr) – Regie: Marten Sand (Seefestival Wustrau/Seefestival Neuruppin)
- 2021: Schöne Bescherungen (Harvey) – Regie: Folke Brabant (Theater am Kurfürstendamm, Berlin)

### Als Regisseur
- 1986: Ernest Dudley/Arthur Watkyn: Zwei Schüsse Dienstagnacht (Brandenburger Theater)
- 2019: Liederabend: Allein in einer großen Stadt (Marlene Dietrich) (Schlosspark Theater Berlin)

## Filmografie

### Kinofilme
- 1961: Die Liebe und der Co-Pilot
- 1961: Der Fall Gleiwitz
- 1961: Der Mann mit dem Objektiv
- 1961: Eine Handvoll Noten
- 1967: Der Revolver des Corporals
- 1979: Einfach Blumen aufs Dach
- 1984: Kaskade rückwärts
- 1986: Hilde, das Dienstmädchen
- 1987: Die Alleinseglerin
- 1988: Mit Leib und Seele
- 1988: Die Entfernung zwischen dir und mir und ihr
- 1988: Felix und der Wolf
- 1989: Grüne Hochzeit
- 1993: Großvaters Reise
- 1999: Hans im Glück
- 2004: Der Dolch des Batu Khan

### Fernsehfilme
- 1960: Toter Winkel
- 1967: Ein sonderbares Mädchen
- 1989: Die Galgenbrücke
- 1990: Himmelblaue Augen
- 1990: Der Westminster-Gong
- 1997: Pension Schöller (Theateraufzeichnung)
- 2000: Wie angelt man sich seinen Chef?
- 2001: Ein Stück vom Glück
- 2002: Tanners letzte Chance
- 2006: Beutolomäus und der geheime Weihnachtswunsch
- 2011: Beutolomäus und die Wunderflöte
- 2012: Beutolomäus und der falsche Verdacht

### Fernsehserien und -reihen
- 1976: Das Mädchen Krümel (Folge Bretter, die die Welt bedeuten)
- 1987: Fridolin (7 Folgen)
- 1988: Zahn um Zahn (3 Folgen)
- 1988: Der Staatsanwalt hat das Wort: Billig zu verkaufen
- 1992: Sherlock Holmes und die sieben Zwerge (Folge Das Geheimnis des Turmzimmers)
- 1993: Unser Lehrer Doktor Specht (2 Folgen)
- 1993: Evelyn Hamanns Geschichten aus dem Leben (Folge Kaufrausch/Verflixte Hochzeit)
- 1993–1996: Salto Postale (24 Folgen)
- 1994–2007: Ein Fall für zwei (verschiedene Rollen, 2 Folgen)
- 1994: Liebling Kreuzberg (Folge Speckkartoffeln mit Pflaumen)
- 1994: Wir sind auch nur ein Volk (Folge Die Westparty)
- 1995: Faust (Folge Der Clan des Drachen)
- 1995: A.S. – Gefahr ist sein Geschäft (Folge Der Test)
- 1995: Mona M. – Mit den Waffen einer Frau (Folge Die Quelle)
- 1996: Alarm für Cobra 11 – Die Autobahnpolizei (Folge Bomben bei Kilometer 92)
- 1996: Polizeiruf 110: Der Pferdemörder
- 1997: Unser Charly (Folge Schneegänse)
- 1998: Wolffs Revier (Folge Der kleine Tod)
- 1998: Mama ist unmöglich (Folge Mama schöpft Verdacht)
- 1998–2001: Salto Kommunale (26 Folgen)
- 1998–1999: Fieber – Ärzte für das Leben (4 Folgen)
- 2000–2010: In aller Freundschaft (verschiedene Rollen, 3 Folgen)
- 2002: Der Landarzt (Folge Alt und Jung)
- 2003–2020: SOKO Leipzig (verschiedene Rollen, 2 Folgen)
- 2005: Beutolomäus sucht den Weihnachtsmann (24 Folgen)
- 2006: Beutolomäus kommt zum Weihnachtsmann (13 Folgen)
- 2006: Salto Speziale (3 Folgen)
- 2007: Beutolomäus und die Prinzessin (12 Folgen)
- 2007: Beutolomäus und der doppelte Weihnachtsmann (11 Folgen)
- 2009: Beutolomäus und die vergessene Weihnacht (24 Folgen)
- 2010: In aller Freundschaft (Folge 488 „Blattschuss“)
- 2011: Notruf Hafenkante (Folge Die letzte Reise)
- 2011: SOKO Wismar (Folge Restschuld)
- 2012: Heiter bis tödlich: Akte Ex (Folge Der fröhliche Mönch)
- 2018: Ella Schön: Die Inselbegabung
- 2022: Die Drei von der Müllabfuhr: (K)eine saubere Sache
- 2022: Last X-Mas (24 Folgen)
- 2023: Löwenzahn (Folge Schatten – Geheimnis in der Dunkelheit)
- 2024: SOKO Hamburg (Folge Je oller, je doller)

## Hörspiele
- 1986: Joachim Brehmer: Der Anruf. Waldstraße Nummer 7 (Folge 166) (Herr Schneider) – Regie: Manfred Rafeldt (Rundfunk der DDR)
- 1986: Michael Sollorz: Der neue Vati (Mann) – Regie: Bert Bredemeyer (Rundfunk der DDR)
- 1996: Gerhard Schöne: Der glattrasierte Weihnachtsmann (Alfons) – Regie: Karlheinz Liefers (Kinderhörspiel – MDR)